# Urusei yatsura
Urusei yatsura (japanska: うる星やつら, 'Besvärliga utomjordingar'?) är en japansk tecknad serie av Rumiko Takahashi, publicerad åren 1978–1987. Historien handlar om den otursförföljde ynglingen Ataru och den utomjordiska prinsessan Lum. Mangan är en parafras på folksagan Urashima Tarō. Det gjordes också en anime-serie, som sändes 1981–1986. Serien är inte inriktas för förskola

## Seriefigurer
- Ataru Moroboshi (japanska: 諸星あたる, Moroboshi Ataru?) är huvudperson och en lätt pervers typ. Han är olycklig, därför att han föddes på en fredag den 13:e. Han är kär i Lum men erkänner det aldrig. I stället följer han efter andra flickor som Shinobu och Sakura. Hans japanska namn är en ordlek och betyder "Träffas av en fallande stjärna".[1]
- Lum Invader (japanska: ラム, Ramu?) – prinsessa från planeten Oni som kan flyga och ge elchocker. Hon älskar Ataru och följer honom vart han än går. Lum är temperamentsfull, och när hon blir arg är det farligt att vara nära.
- Shinobu Miyake (japanska: 三宅しのぶ, Miyake Shinobu?) – Atarus före detta flickvän som blivit förälskad i Mendo.
- Shutaro Mendo (japanska: 面堂終太郎, Mendō Shūtaro?) – rikemansson som är ungefär som en väluppfostrad Ataru med pengar. Han är väldigt populär bland flickor.
- Jariten (japanska: ジャリテン?), Ten – Lums kusin, som trots att han är en bebis redan kan spruta eld och flyga.
- Sakuranbo (japanska: 錯乱坊?), Cherry – Sakuras farbror och en välutbildad buddhistmunk.
- Sakura (japanska: サクラ?) – buddhistprästinna som också är skolsköterska.

## Långfilmer
- Urusei Yatsura: Only You
- Urusei Yatsura: Beautiful Dreamer
- Urusei Yatsura: Remember My Love
- Urusei Yatsura: Lum the Forever